# メリーランド (原子力潜水艦)
|          |                                                                 |
| 艦歴     |                                                                 |
| 発注     | 1986年3月14日                                                   |
| 起工     | 1986年4月22日                                                   |
| 進水     | 1991年8月10日                                                   |
| 就役     | 1992年6月13日                                                   |
| その後   | 就役中                                                          |
| 母港     | ジョージア州キングズベイ海軍潜水艦基地                          |
| 性能諸元 |                                                                 |
| 排水量   | 水上：16,765 トン 水中：18,750 トン                             |
| 全長     | 170.69 m (560 ft)                                               |
| 全幅     | 12.8 m (42 ft)                                                  |
| 喫水     | 11.5 m (38 ft)                                                  |
| 最大速   | 20ノット以上 (37+ km/h)                                         |
| 潜行深度 |                                                                 |
| 機関     | S8G reactor 1基                                                 |
| 乗員     | 士官13名、兵員140名                                             |
| 兵装     | 21インチ魚雷発射管4門 Mk-48魚雷 トライデント II弾道ミサイル24発 |
| モットー |                                                                 |
|          |                                                                 |

メリーランド(USS Maryland, SSBN-738)は、アメリカ海軍のオハイオ級原子力潜水艦の13番艦。艦名はメリーランド州に因んで命名された。その名を持つ艦としてはコロラド級戦艦2番艦(BB-46)以来2隻目。

## 艦歴
メリーランドの建造は1986年3月14日にコネチカット州グロトンのジェネラル・ダイナミクス・エレクトリック・ボート社に発注され、1986年4月22日に起工した。
1991年8月10日にエレクトリック・ボート社で洗礼式が行われた。これに先立ち PCU Maryland として命名が行われた。
式はスティーヴン・R・ローソンが指揮する海軍軍楽隊によるアメリカ国歌の演奏で始められた。歓迎のスピーチはエレクトリック・ボート社副社長ロジャー・E・テトラウルト、ジェネラル・ダイナミクス社マリーン・ランドシステムアンドサービスの副社長ジェームズ・E・ターナーによって行われた。メリーランド州退役軍人委員会会長クラレンス・M・ベーコンが来賓と乗組員を迎え、続いてNAVSEA(Naval Sea Systems Command)指揮官ケネス・C・マレー少将がスピーチを行った。大西洋艦隊潜水艦部隊指揮官ヘンリー・G・チルズ・ジュニア少将が来賓の紹介を行い、メリーランド州選出下院議員のヘレン・デリーチ・ベントレーが来賓代表の演説を行った。A・バイロン・ホルダー艦長による短い艦への祝福の後、サラ・クレイグ・ラーソンとエリカ・L・ラーソンによってメリーランドは洗礼が施された。
メリーランドはジョージア州キングズベイ海軍潜水艦基地を母港とし、大西洋艦隊に所属する。